# Banovine de la Drave
1929–1941
Entités suivantes :
- Province de Ljubljana (1941)
- Reich allemand (1941)
- État indépendant de Croatie (1941)
- Royaume de Hongrie (1941)
- République populaire de Slovénie (1945)

La banovine de la Drave ou banat de la Drave (en slovène : Dravska banovina) était une province ou banovine du royaume de Yougoslavie entre 1929 et 1941, qui comprenait la majeure partie du territoire de l'actuelle Slovénie. Son chef lieu était à Ljubljana.
Elle tenait son nom à la rivière de la Drave qui la traversait.

## Histoire
Le 3 octobre 1929, par la loi sur l'organisation administrative du royaume de Yougoslavie, les oblasts existants sont supprimés et remplacés par un nouveau type de subdivision, les banovines. Ainsi, la banovine de la Drave est formée d'une grande partie des anciens oblasts de Ljubljana et de Maribor.
En 1941, pendant la Seconde Guerre mondiale, les puissances de l'Axe occupèrent la Banovine de la Drave. La province fut supprimée et son territoire divisé entre l'Allemagne nazie, l'Italie fasciste et l'État indépendant de Croatie.
Après la Seconde Guerre mondiale, la région est reconstituée et agrandie d'anciens territoires italiens (une partie de la Vénétie julienne) pour former la république populaire de Slovénie (devenue en 1963 la république socialiste de Slovénie) à l'intérieur de la république fédérative socialiste de Yougoslavie.

## Politique

### Ban
Il y eut quatre différents ban au cours de l'existence de la banovine de la Drave, c'est-à-dire son gouverneur:
- Dušan Sernec (1929-1930)
- Drago Marušič (1930-1935)
- Dinko Puc (1935)
- Marko Natlačen (1935-1941)